# Volvo B8R
Volvo B8R — туристический автобус особо большой вместимости производства Volvo Bussar, серийно выпускаемый с 2013 года вместо B7R и B9R.

## Информация
Модельный ряд B8R включает в себя версии экологического класса Евро-3 и 5 с двигателями мощностью 250 и 330 л. с. Версия мощностью 250 л. с. продаётся в Бразилии как Volvo B250R. По всей Европе B8R чаще всего выпускается как Volvo 8900, но его также взяли за основу Volvo 9500 и Volvo 9700. Также B8R доступен в качестве шасси автобуса с низким входом Volvo B8RLE.
На Филиппинах компания Volvo Buses выпустила модель B8R в августе 2018 года. Это первый B8R на филиппинском рынке, который был импортирован из Бороса, Швеция. Комплекты шасси автобусов местной сборки B8R (как для вариантов автоматической, так и для механической коробки передач) в Subic на заводе Autodelta с третьего квартала 2019 года.